# Spizixos semitorques
El bulbul collarejo (Spizixos semitorques) es una especie de ave paseriforme de la familia Pycnonotidae propia del sureste de Asia.

## Distribución y hábitat
Se encuentra en China, Taiwán y el norte de Vietnam.

## Subespecies
Se reconocen dos subespecies:
- Spizixos semitorques cinereicapillus Swinhoe 1871
- Spizixos semitorques semitorques Swinhoe 1861